# Europarlamentari pentru Spania 2004-2009
Această listă este o listă a membrilor Parlamentul European for Spain in the 2004 to 2009 sesiunea, aranjați după nume. Vezi Alegeri pentru Parlamentul European, 2004 (Spain) for election results.

## A
- Inés Ayala Sender, Spanish Socialist Workers' Party (Partidul Socialiștilor Europeni)
- María del Pilar Ayuso González (Partidul Popular European)

## B
- María Badía i Cutchet, Socialists' Party of Catalonia (Partidul Socialiștilor Europeni)
- Enrique Barón Crespo, Spanish Socialist Workers' Party (Partidul Socialiștilor Europeni)
- Josep Borrell Fontelles, Spanish Socialist Workers' Party (Partidul Socialiștilor Europeni)

## C
- Joan Calabuig Rull, Spanish Socialist Workers' Party (Partidul Socialiștilor Europeni)
- Carlos Carnero González, Spanish Socialist Workers' Party (Partidul Socialiștilor Europeni)
- Alejandro Cercas Alonso, Spanish Socialist Workers' Party (Partidul Socialiștilor Europeni)

## D
- Luis de Grandes Pascual (Partidul Popular European)
- Pilar del Castillo Vera (Partidul Popular European)
- Agustín Díaz de Mera García Consuegra (Partidul Popular European)
- Rosa Díez González, Spanish Socialist Workers' Party (Partidul Socialiștilor Europeni)
- Bárbara Dührkop Dührkop, Spanish Socialist Workers' Party (Partidul Socialiștilor Europeni)

## F
- Fernando Fernández Martín (Partidul Popular European)
- Carmen Fraga Estévez (Partidul Popular European)

## G
- Gerardo Galeote Quecedo (Partidul Popular European)
- José García-Margallo y Marfil (Partidul Popular European)
- Iratxe García Pérez, Spanish Socialist Workers' Party (Partidul Socialiștilor Europeni)
- Salvador Garriga Polledo (Partidul Popular European)
- Ignasi Guardans Cambó (Alianța Liberalilor și Democraților pentru Europa)
- Cristina Gutiérrez-Cortines (Partidul Popular European)

## H
- David Hammerstein Mintz (Grupul Verzilor - Alianța Liberă Europeană)
- María Esther Herranz García (Partidul Popular European)
- Luis Herrero-Tejedor Algar (Partidul Popular European)

## I
- Carlos José Iturgáiz Angulo (Partidul Popular European)

## J
- Bernat Joan i Mari (Grupul Verzilor - Alianța Liberă Europeană)

## L
- Antonio López-Istúriz White (Partidul Popular European)

## M
- Miguel Angel Martínez Martínez, Spanish Socialist Workers' Party (Partidul Socialiștilor Europeni)
- Antonio Masip Hidalgo, Spanish Socialist Workers' Party (Partidul Socialiștilor Europeni)
- Ana Mato Adrover (Partidul Popular European)
- Jaime María Mayor Oreja (Partidul Popular European)
- Manuel Medina Ortega, Spanish Socialist Workers' Party (Partidul Socialiștilor Europeni)
- Íñigo Méndez de Vigo (Partidul Popular European)
- Emilio Menéndez del Valle, Spanish Socialist Workers' Party (Partidul Socialiștilor Europeni)
- Willy Meyer Pleite (Stânga Unită Europeană - Stânga Verde Nordică)
- Rosa Miguélez Ramos, Spanish Socialist Workers' Party (Partidul Socialiștilor Europeni)
- Francisco José Millán Mon (Partidul Popular European)
- Cristóbal Montoro Romero (Partidul Popular European)
- Javier Moreno Sánchez, Spanish Socialist Workers' Party (Partidul Socialiștilor Europeni)

## O
- Raimon Obiols i Germà, Socialists' Party of Catalonia (Partidul Socialiștilor Europeni)
- Josu Ortuondo Larrea (Alianța Liberalilor și Democraților pentru Europa)

## P
- Francisca Pleguezuelos Aguilar, Spanish Socialist Workers' Party (Partidul Socialiștilor Europeni)
- José Javier Pomés Ruiz (Partidul Popular European)

## R
- Teresa Riera Madurell, Spanish Socialist Workers' Party (Partidul Socialiștilor Europeni)
- Raül Romeva Rueda (Grupul Verzilor - Alianța Liberă Europeană)
- Luisa Fernanda Rudi Ubeda (Partidul Popular European)

## S
- José Salafranca Sánchez-Neira (Partidul Popular European)
- María Isabel Salinas García, Spanish Socialist Workers' Party (Partidul Socialiștilor Europeni)
- Antolín Sánchez Presedo, Spanish Socialist Workers' Party (Partidul Socialiștilor Europeni)
- María Sornosa Martínez, Spanish Socialist Workers' Party (Partidul Socialiștilor Europeni)

## V
- María Elena Valenciano Martínez-Orozco, Spanish Socialist Workers' Party (Partidul Socialiștilor Europeni)
- Daniel Varela Suanzes-Carpegna (Partidul Popular European)
- Alejo Vidal-Quadras Roca (Partidul Popular European)

## Y
- Luis Yañez-Barnuevo García, Spanish Socialist Workers' Party (Partidul Socialiștilor Europeni)